# Roman Chichkin
Roman Chichkin (rus. Рома́н Алекса́ндрович Ши́шкин) (Voronej, 27 de janeiro de 1987) é um futebolista profissional russo, zagueiro e volante, milita no Lokomotiv Moscou.

## Títulos

### Lokomotiv Moscow
- Copa da Rússia: 2014–15